# Markiny
Markiny est un village polonais de la voïvodie de Varmie-Mazurie, dans le powiat de Bartoszyce.

## Histoire
De 1818 à 1945, Markienen fait partie de l'arrondissement de Friedland dans le district de Königsberg au sein de la province de Prusse-Orientale.